# Capellen
Capellen (luxemburgiska och tyska: Capellen) är en ort i kommunen Mamer i Luxemburg. Orten hade 1 703 invånare (2018). Capellen ligger i den sydvästra delen av landet, 12 kilometer väster om staden Luxemburg.
Capellen har givit namn åt kantonen Capellen och är den enda ort i Luxemburg som givit namn till en kanton, trots att ingen kommun bär dess namn. I orten ligger NATO:s logistiska högkvarter, NSPA.